# Samantha Redgrave

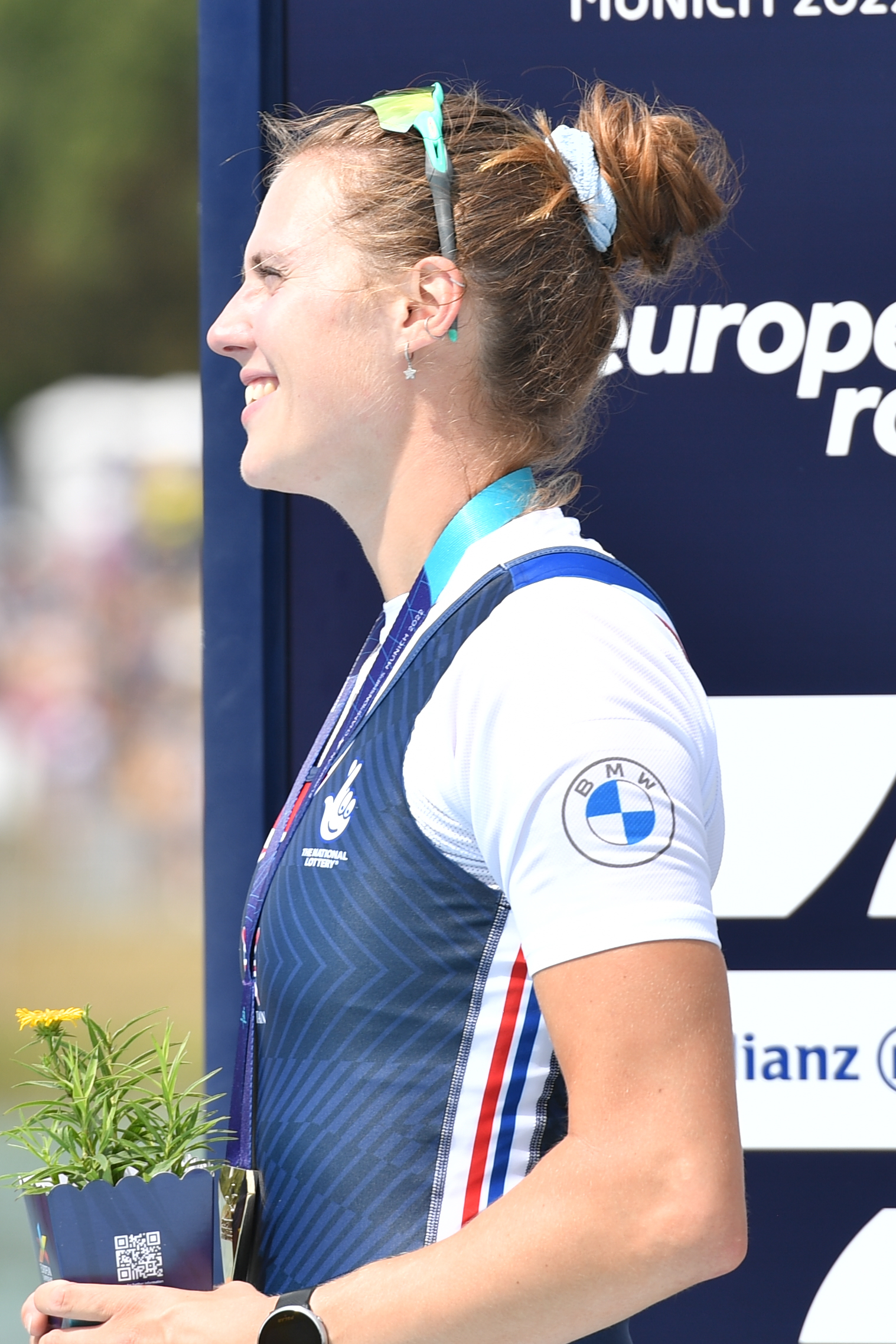
Samantha Redgrave bei den Europameisterschaften 2022

Samantha Redgrave (* 18. August 1994 in Gateshead) ist eine britische Ruderin. 2022 wurde sie Weltmeisterin und Europameisterin im Vierer ohne Steuerfrau, 2024 wurde sie Europameisterin und Olympiazweite.

## Karriere
Samantha Redgrave debütierte 2021 im Ruder-Weltcup. 2022 bei den Europameisterschaften in München traten Heidi Long, Rowan McKellar, Samantha Redgrave und Rebecca Shorten im britischen Vierer an und gewannen den Titel vor den Irinnen und den Rumäninnen. Die vier Ruderinnen starteten auch im Achter und erkämpften in dieser Bootsklasse die Silbermedaille hinter den Rumäninnen. Einen Monat später traten Long, McKellar, Redgrave und Shorten bei den Weltmeisterschaften in Račice u Štětí nur im Vierer an und gewannen den Weltmeistertitel vor den Niederländerinnen und den Australierinnen. 2023 bei den Europameisterschaften in Bled gewann Redgrave Silber mit dem britischen Achter. 2024 kehrte Redgrave in den Vierer zurück. Helen Glover, Esme Booth, Samantha Redgrave und Rebecca Shorten siegten bei den Europameisterschaften in Szeged mit anderthalb Sekunden Vorsprung vor den Rumäninnen. Drei Monate später bei der Olympiaregatta in Paris gewannen die Niederländerinnen mit 0,18 Sekunden Vorsprung vor dem britischen Vierer.
Die 1,85 m große Samantha Redgrave rudert für den Leander Club.